# コミュニティネットワークセンター
株式会社コミュニティネットワークセンター（英: COMMUNITY NETWORK CENTER INCORPORATED.、CNCi）は、愛知県名古屋市東区東桜一丁目に本社を置く国内第2位のMSO（ケーブルテレビの統括運営会社）で東海地区のケーブルテレビ局の事業連合として設立された。
キャッチネットワーク、知多メディアスネットワーク、CCNet（旧名・中部ケーブルネットワーク）、ひまわりネットワーク、スターキャット・ケーブルネットワークを傘下に置く事業持株会社である。また、グリーンシティケーブルテレビの株式55%を取得し子会社化している。旧東海デジタルネットワークセンター。

## 概要
2008年（平成20年）7月1日に、東海デジタルネットワークセンターが母体となり、キャッチネットワーク、知多メディアスネットワーク、中部ケーブルネットワーク、ひまわりネットワークと株式交換を実施し完全子会社化し、シーテックの中部メディアセンター事業とITサポート事業を会社分割により継承し、東海ケーブルネットワーク企画株式会社を合併、商号を株式会社コミュニティネットワークセンターと変更し、ケーブルテレビ事業持株会社となった。
2020年（令和2年）10月、名古屋市に拠点を置くプロeスポーツチーム「BLUE BEES」の運営法人である一般社団法人BLUE BEESと業務提携を行い、新チーム「CNCI BLUE BEES」を発足。2021年（令和3年）には、コミュニティネットワークセンターおよびCNCIグループは名古屋グランパスのeスポーツパートナーに認定され、「第2回名古屋グランパス オンラインチャレンジカップ」を共同開催している。また、中日ドラゴンズとはオフィシャル・サポーター契約を締結しており、この地域のスポーツ・eスポーツチームとの連携を図っている。

## 沿革
- 2000年（平成12年）2月2日 - 株式会社東海デジタルネットワークセンターとして設立。
- 2008年（平成20年）7月1日 - 株式会社コミュニティネットワークセンターに商号を変更。ケーブルテレビ事業者4社との株式交換により、持株会社となる。
- 2009年（平成21年）1月4日 - 本社を名古屋市東区の東桜第一ビルへ移転。
- 2009年（平成21年）6月 - KDDIと提携しビデオ・オン・デマンドサービス「ケーブルオンデマンド」の提供をひまわりネットワークから順次導入開始。
- 2011年（平成23年）7月1日 - KDDI子会社のKMN株式会社がスターキャット・ケーブルネットワークと協業で運営するMediaCat事業を会社分割方式により承継。これに伴いKDDIがコミュニティネットワークセンターと資本提携を行い第3位の株主となった[2]。
- 2012年（平成24年）2月20日 - スターキャット・ケーブルネットワーク株式の公開買付けを開始することを公表。3月23日に94.04%の応募により公開買付けが成立し[6]、7月31日に完全子会社化した[7]。
- 2024年（令和6年）4月30日 - 株式会社オリバーよりミクスネットワーク株式会社の発行済み株式のうち49.28%を取得し、子会社化[8]（グループ入り）。

## グループ企業（CNCIグループ）
- 株式会社キャッチネットワーク
- 知多メディアスネットワーク株式会社
  - 知多半島ケーブルネットワーク株式会社
- CCNet株式会社
- ひまわりネットワークグループ
  - ひまわりネットワーク株式会社
  - おりべネットワーク株式会社
  - シーシーエヌ株式会社
  - 三河湾ネットワーク株式会社
  - 株式会社ケーブルテレビ可児
- グリーンシティケーブルテレビ株式会社
- スターキャット・ケーブルネットワーク株式会社
- ミクスネットワーク株式会社

## 主な株主
- 株式会社シーテック
- トヨタ自動車株式会社
- KDDI株式会社
- 中部電力株式会社
- 株式会社三菱UFJ銀行
- 豊田自動織機株式会社
- 日本碍子株式会社